# Лопатино (Пеновский район)
Лопатино — деревня в Пеновском районе Тверской области.

## География
Находится в западной части Тверской области на расстоянии приблизительно 15 км на север-северо-восток по прямой от районного центра поселка Пено.

## История
Деревня была показана на карте 1825 года. В 1859 году здесь было учтено 34 двора, в 1939 — 70. До 2020 года входила в Заёвское сельское поселение (Тверская область) Пеновского района до их упразднения.

## Население
Численность населения: 303 человека (1859 год), 44 (русские 91 %) 2002 году, 17 в 2010.